# Aurora: Beyond Equality
Aurora: Beyond Equality est une anthologie de science-fiction féministe éditée par Vonda N. McIntyre et Susan Janice Anderson et publiée en 1976,.

## Contexte et conception
Vonda N. McIntyre et Susan Janice Anderson ont commencé à travailler sur Aurora : Beyond Equality en 1974. L'anthologie a suivi d'autres collections, telles que le volume de 1975 Women of Wonder édité par Pamela Sargent, qui cherchait à explorer le genre dans la science-fiction et la variation du style d'écriture entre les auteurs masculins et féminins. Of Mist, and Grass, and Sand (en) de McIntyre figurait parmi les pièces publiées dans Women of Wonder. Pour Aurora: Beyond Equality, McIntyre et Anderson ont demandé aux contributrices des histoires qui, selon leurs propres termes, « exploreraient l'avenir du potentiel humain une fois l'égalité entre les sexes réalisée ». Les éditrices n'aimaient pas beaucoup les histoires qu'elles recevaient et la collection a mis un an à se constituer. Il a finalement été publié en mai 1976 par Fawcett Gold Medal,,.

## Contenu
Aurora: Beyond Equality contenait huit histoires de sept auteurs, ainsi qu'un essai d'Ursula K. Le Guin. L'essai de Le Guin, intitulé Is Gender Necessary, était une défense de la société d'individus androgynes qu'elle dépeint dans La Main gauche de la nuit et de son choix d'utiliser des pronoms masculins pour chacun d'eux. McIntyre et Anderson avaient l'impression qu'elles avaient sélectionné des histoires de quatre hommes et quatre femmes ; en fait, deux des histoires provenaient du même auteur, Alice Sheldon, écrivant sous deux pseudonymes différents (James Tiptree Jr. et Raccoona Sheldon). Les autres femmes autrices étaient Mildred Downey Broxon (en), Joanna Russ et Marge Piercy, tandis que parmi les auteurs masculins ont trouvait Dave Skal, PJ Plauger et Craig Strete.

## Réception et analyse
Le spécialiste de la science-fiction Mike Ashley (en) a déclaré que la plupart des histoires de la collection ont échoué dans leur tentative de dépeindre une société humaniste, décrivant à la place « à quel point les hommes étaient désespérés et à quel point les femmes pouvaient être supérieures ». Selon Ashley, Woman on the Edge of Time de Piercy, un extrait d'un roman du même nom publié plus tard cette année-là, était la seule pièce décrivant un avenir non sexiste. Houston, Houston, me recevez-vous ? (Houston, Houston, Do You Read?) de James Tiptree, Jr a remporté le prix Nebula du meilleur roman court 1976, le prix Jupiter (en) de la meilleure nouvelle 1976, et le prix Hugo du meilleur roman court 1977, bien qu'il ait été critiqué par certains critiques, dont Marion Zimmer Bradley. L'histoire de Plauger Here Be Dragons a entièrement évité d'utiliser un pronom pour l'un des personnages, laissant ainsi son genre ambigu. La technique, plus tard également utilisée par McIntyre dans son roman Le Serpent du rêve, est décrite comme livrant une leçon féministe, selon laquelle les capacités et le caractère d'un individu étaient plus importants que son sexe.